# Amphisbaena cayemite
Espèce
Amphisbaena cayemite est une espèce d'amphisbènes de la famille des Amphisbaenidae.

## Répartition
Cette espèce est endémique d'Haïti. Elle se rencontre sur la Grande Cayemite.

## Étymologie
Cette espèce est nommée en référence à son lieu de découverte, Grande Cayemite.

## Publication originale
- Thomas & Hedges, 2006, « Two New Species of Amphisbaena (Reptilia: Squamata: Amphisbaenidae) from the Tiburon Peninsula of Haiti », Caribbean Journal of Science, vol. 42, no 2, p. 208-219 (texte intégral).